# Cyclemys pulchristriata
La tartaruga foglia dal ponte nero orientale (Cyclemys pulchristriata Fritz, Gaulke & Lehr, 1997) è una specie di tartaruga della famiglia dei Geoemididi.

## Descrizione
C. pulchristriata, C. dentata e C. atripons, compongono il gruppo di specie definito «yellow-bellied leaf turtles». Morfologicamente C. pulchristriata è pressoché indistinguibile da C. atripons. Il pattern del piastrone, quando presente, mostra dei raggi tendenzialmente più corti e spessi rispetto a quelli di C. atripons. Non sono noti casi di ponte uniformemente pigmentato di nero, come invece può avvenire in C. atripons. In molte situazioni, pertanto, solamente le analisi genetiche consentono una discriminazione certa tra le due specie.

## Distribuzione e habitat
Distribuita nelle regioni orientali della penisola indocinese, dalla Cambogia al Vietnam. È una specie semi-acquatica.